# Andrei Năstase
Andrei Năstase, né le 6 août 1975 à Mîndrești (raion de Telenești, Moldavie) est un militant et homme politique moldave.
Il est membre fondateur et dirigeant de la Plateforme vérité et dignité. Candidat commun des partis pro-européens à la mairie de Chișinău, Andrei Năstase est élu maire de la commune en juin 2018 ; son élection est par la suite invalidée. Il est battu aux élections municipales de 2019.

## Biographie

### Situation personnelle
Il est le fils de Andrei et Anna Năstase, né le 6 août 1975 dans le village de Mâdreşti, dans le Raion de Telenești, dans le centre du pays.
À partir de 1992, il part étudier en Roumanie à la faculté d'histoire-géographie de l'université Ștefan cel Mare de Suceava de 1992 à 1993, et entre 1993 et 1997 à la faculté de droit de l'Université Alexandru Ioan Cuza de Iași.
Il détient une licence d'avocat depuis le 15 novembre 2002. En tant qu'avocat, il est reconnu pour avoir défendu devant les tribunaux nationaux et internationaux les investisseurs nationaux et étrangers en République de Moldavie, y compris les victimes des gouvernements de Voronin et de  Plahotniuc,,.

### Débuts en politique
Début 2015, plusieurs leaders d'opinion, journalistes, avocats, politologues, ambassadeurs et autres ont participé à la création de la plate-forme civique "Dignité et vérité". Il est l'un des leaders du mouvement protestataire de 2015 en Moldavie. Le 1er novembre 2015, il a été élu président du bureau exécutif du groupe d'initiative créé pour organiser le référendum républicain portant modification de la Constitution en ce qui concerne l'élection et la révocation directe du président par le peuple, la limitation de l'immunité parlementaire et le nombre de députés de 101 à 71. Il a rédigé les projets de loi qui ont ensuite été examinés et approuvés par la Cour constitutionnelle. En décembre 2015, une partie des membres de la plate-forme civique "Dignité et vérité", y compris Andrei Năstase, soutenant la mise en œuvre de la « Proclamation de la Grande Assemblée nationale » du 6 septembre 2015 et de la résolution du 13 septembre 2015, ont rejoint le Parti de la force populaire et lors du congrès extraordinaire du parti, le 13 décembre 2015, celui-ci a été rebaptisé Plateforme vérité et dignité, Andrei Nastase a été élu président du parti,.
Selon les sondages de 2019 faisant référence aux hommes politiques les plus appréciés de la République de Moldavie, Andrei Năstase se positionne à la troisième place parmi les principaux hommes politiques dans lesquels les Moldaves ont la plus grande confiance.

### Élection présidentielle de 2016
Il a été enregistré le 18 septembre 2016 comme candidat au poste de président de la République de Moldavie. Le 15 octobre 2016, Andrei Năstase a officiellement annoncé qu'il se retirait de la course à la présidence et soutenait Maia Sandu, qui dirige le Parti action et solidarité.

### Élections locales de 2018 et 2019
Aux élections locales, Andrei Năstase est élu maire de Chișinău. Selon la Commission électorale centrale, Năstase obtient au second tour de scrutin 52,6 % des suffrages exprimés face au socialiste Ion Ceban (47,4 %),,. Mais le 19 juin 2018, les élections locales sont déclarées nulles en raison de violations reconnues par les deux candidats, consistant à exercer une agitation électorale le jour du scrutin, en violation des dispositions du Code électoral. Adrian Talmaci assure la fonction de maire par intérim.
Le 4 novembre 2019, Andrei Năstase est battu au second tour des élections municipales à Chișinău par Ion Ceban, qui, avec 52,4 % des suffrages, devient le premier maire socialiste de la capitale depuis la chute du communisme.

## Controverses
Certains journalistes considèrent qu'Andrei Năstase a des problèmes d'intégrité. Selon eux, il entretient des relations douteuses avec les hommes d'affaires Victor et Viorel Țopa,. Il est aussi accusé d'avoir des contacts avec des sociétés offshore qui alimentaient les comptes de sa famille avec des centaines de milliers d’euros.